# Mata de Claverol

La Mata de Claverol, respecte del terme d'Abella de la Conca

La Mata de Claverol és un indret i partida del terme municipal d'Abella de la Conca, a la comarca del Pallars Jussà.
Està situada al vessant septentrional de la Serra de Carreu, al vessant sud de la vall del riu de Carreu, al sud-oest de l'antiga caseria de Carreu, al nord-est del cim de Cap de Carreu. Té a ponent l'Obaga de Carreu i a llevant l'Obaga de la Molina.
Es tractava d'una partida molt boscosa, despoblada de vegetació a partir del gran incendi de l'agost del 1978.

## Etimologia
El nom procedeix de l'ús antic, sobretot pirinenc, de la paraula mata per a designar boscos de força extensió i gruix, com diu Joan Coromines. De Claverol es justifica perquè queda a prop, al sud, de la partida de Claverol.